# Mõisaküla (gmina Oru)
Mõisaküla – wieś w Estonii, w prowincji Lääne, w gminie Oru.